# Leonpol (gmina)
Leonpol – dawna gmina wiejska istniejąca do 1945 roku w woj. nowogródzkim/Ziemi Wileńskiej/woj. wileńskim w Polsce (obecnie Białoruś). Siedzibą gminy było miasteczko Leonpol (382 mieszk. w 1921 roku).
Na samym początku okresu międzywojennego gmina Leonpol należała do powiatu dziśnieńskiego w woj. nowogródzkim. 13 kwietnia 1922 roku gmina wraz z całym powiatem dziśnieńskim została przyłączona do Ziemi Wileńskiej, przekształconej 20 stycznia 1926 roku w województwo wileńskie. 1 stycznia 1926 roku gminę wyłączono z powiatu dziśnieńskiego i przyłączono do powiatu brasławskiego w tymże województwie. 1 kwietnia 1927 roku do gminy Leonpol przyłączono część obszaru zniesionej gminy Czeressa. 
Gmina Leonpol była jedną z 7 gmin wzdłuż granicy z Łotwą.
Po wojnie obszar gminy Leonpol został odłączony od Polski i włączony do Białoruskiej SRR.

## Demografia
Według Powszechnego Spisu Ludności z 1921 roku gminę zamieszkiwało 5 677 osób, 2 143 było wyznania rzymskokatolickiego, 3 357 prawosławnego, 2 ewangelickiego, 169 mojżeszowego a 6 mahometańskiego. Jednocześnie 2 428 mieszkańców zadeklarowało polską przynależność narodową, 3 217 białoruską, 24 żydowską, 8 rosyjską. Były tu 1 084 budynki mieszkalne.